# Späth
Späth oder Spaeth ist ein deutscher Familienname.

## Namensträger
- Achim Späth (* 1953), deutscher Sportfunktionär
- Adolf Späth († 2010), deutscher Politiker
- Alois Späth (1825–1876), deutscher Orgelbauer, siehe Gebr. Späth Orgelbau
- Alois Späth (Politiker) (1887–1967), deutscher Politiker (Zentrum)
- Alois Späth (* 1972), Berliner Klang- und Fotokünstler
- Andreas Späth (1790–1876), deutscher Komponist
- Andreas Spaeth (* 1966), deutscher Journalist
- Bernd Späth (* 1950), deutscher Schriftsteller
- David Spaeth (* 1975), deutscher Filmregisseur und Autor
- David Späth (* 2002), deutscher Handballspieler
- Dietmar Späth (* 1963), deutscher Politiker
- Eduard Spaeth (1860–1932), deutscher Apotheker und Lebensmittelchemiker
- Elise Spaeth (1868–1935), deutsche Pädagogin und Politikerin
- Ernst Späth (1886–1946), österreichischer Chemiker
- Franz Späth (1839–1913), deutscher Gärtner und Botaniker
- Franz Spaeth (Entomologe) (1863–1946), österreichischer Entomologe
- Franz Jakob Späth (1714–1786), deutscher Orgelbauer
- Franz Xaver Späth (Politiker) (1787–1853), österreichischer Politiker, Bürgermeister von Salzburg
- Franz Xaver Späth (Orgelbauer) (1859–1940), deutscher Orgelbauer, siehe Gebr. Späth Orgelbau
- Franz Xaver Joseph Späth († 1735), deutscher Kupferstecher
- Friedel Späth (1935–2022), deutscher Fußballspieler
- Friedrich Späth (1936–2023), deutscher Industriemanager, Vorstandsvorsitzender der Ruhgas AG 1996–2001
- Gabrielle Spaeth (* 1939), deutsche Buchhändlerin und Verlegerin
- Georg Späth (* 1981), deutscher Skispringer
- Gerhard Spaeth (* 1930), deutscher Geologe und Polarforscher
- Gerold Späth (* 1939), Schweizer Schriftsteller
- Gertrud Späth-Schweizer (1908–1990), Schweizer Politikerin
- Günther Späth (1921–1991), deutscher Maler und Bildhauer
- Hans Spaeth (1884–1970), deutscher Lehrer, Lithograf und Mykologe
- Hans Späth (1901–1928), deutscher Mathematiker
- Hartwig Späth (* 1942), deutscher Orgelbauer, siehe Freiburger Orgelbau Hartwig und Tilmann Späth
- Heinrich Spaeth (* 1944), österreichischer Kameramann und Schriftsteller
- Hellmut Späth (1885–1945), deutscher Gärtner
- Helmut Späth (1935–2014), deutscher Ingenieur und Hochschullehrer
- Heribert Späth (* 1937), deutscher Unternehmer und Verbandsfunktionär
- Hermann Späth (Pfarrer) (1824–1894), deutscher evangelischer Pfarrer
- Hermann Späth (Orgelbauer) (1867–1917), deutscher Orgelbauer
- Johann David Späth (1726–1800), deutscher Orgelbauer
- Johann Jakob Späth (1672–1760), deutscher Orgelbauer
- Johann Leonhard Späth (1759–1842), deutscher Mathematiker, Physiker und Forstwissenschaftler
- Johann Peter Spaeth (Moses Germanus; um 1625–1701), deutscher Theologe und Hebraist
- Johann Wilhelm Späth (1786–1854), deutscher Techniker, Erfinder und Industrieller
- Josef Späth (1874–1955), deutscher Stuckateur und Unternehmer
- Joseph Späth (1823–1896), österreichischer Gynäkologe
- Joseph Späth (Pfarrer) (1857–1915), württembergischer Landtagsabgeordneter
- Karl Späth (1899–1971), deutscher Orgelbauer, siehe Gebr. Späth Orgelbau
- Karl Julius Späth (1838–1919), deutscher Uhrmacher
- Leopold Spaeth (1928–2006), deutscher Politiker (CDU)
- Lothar Späth (1937–2016), deutscher Politiker (CDU), Ministerpräsident und Unternehmer
- Manuel Späth (* 1985), deutscher Handballspieler
- Markus Späth (* 1969), deutscher Kunsthistoriker
- Melanie Späth, eigentlicher Name von Melanie Spath (* 1981), deutsch-irische Radsportlerin
- Michaela Spaeth (* 1961), deutsche Diplomatin
- Nikos Späth, deutscher Journalist
- Oliver Späth, deutscher Faustballspieler
- Otto L. Spaeth († 1966), US-amerikanischer Industrieller, Kunstsammler und Stiftungsgründer
- Paul von Spaeth (1859–1936), deutscher Majoratsbesitzer und Politiker
- Rainer Spaeth (* 1963), deutscher Politiker und Staatssekretär
- Sandro Spaeth (* 1979), Schweizer Mountainbiker
- Sebastian Späth, deutscher Wirtschaftswissenschaftler
- Sebastian Späth (Journalist) (* 1991), deutscher Journalist
- Theodor Spaeth (1833–1911), deutscher Jurist und Politiker, MdR
- Thilo Späth (* 1987), deutscher Volleyballspieler
- Thomas Späth (* 1956), Schweizer Althistoriker
- Tilmann Späth (* 1984), deutscher Orgelbauer, siehe Freiburger Orgelbau Hartwig und Tilmann Späth
- Ursula Späth (1937–2022), deutsche Schirmherrin des Landesverbandes Aktion Multiple Sklerose Erkrankter, Ehefrau von Lothar Späth
- Wilfrid von Späth, deutscher Kunsthändler und Kunstsachverständiger (Glas)
- Wilhelm Späth (* 1948), deutscher Diplomat
- Wolfgang Späth (* 1954), deutscher Unternehmer, Gründer der Leichtmetallrad Marke ARTEC